# Montparnasse

Il 14º arrondissement

Montparnasse è il 53º quartiere amministrativo di Parigi, situato nel XIV arrondissement, sulla riva sinistra della Senna all'incrocio di Boulevard du Montparnasse e Boulevard Raspail. È stato assorbito dalla città con altri comuni e divisioni amministrative nel 1860.

## Descrizione

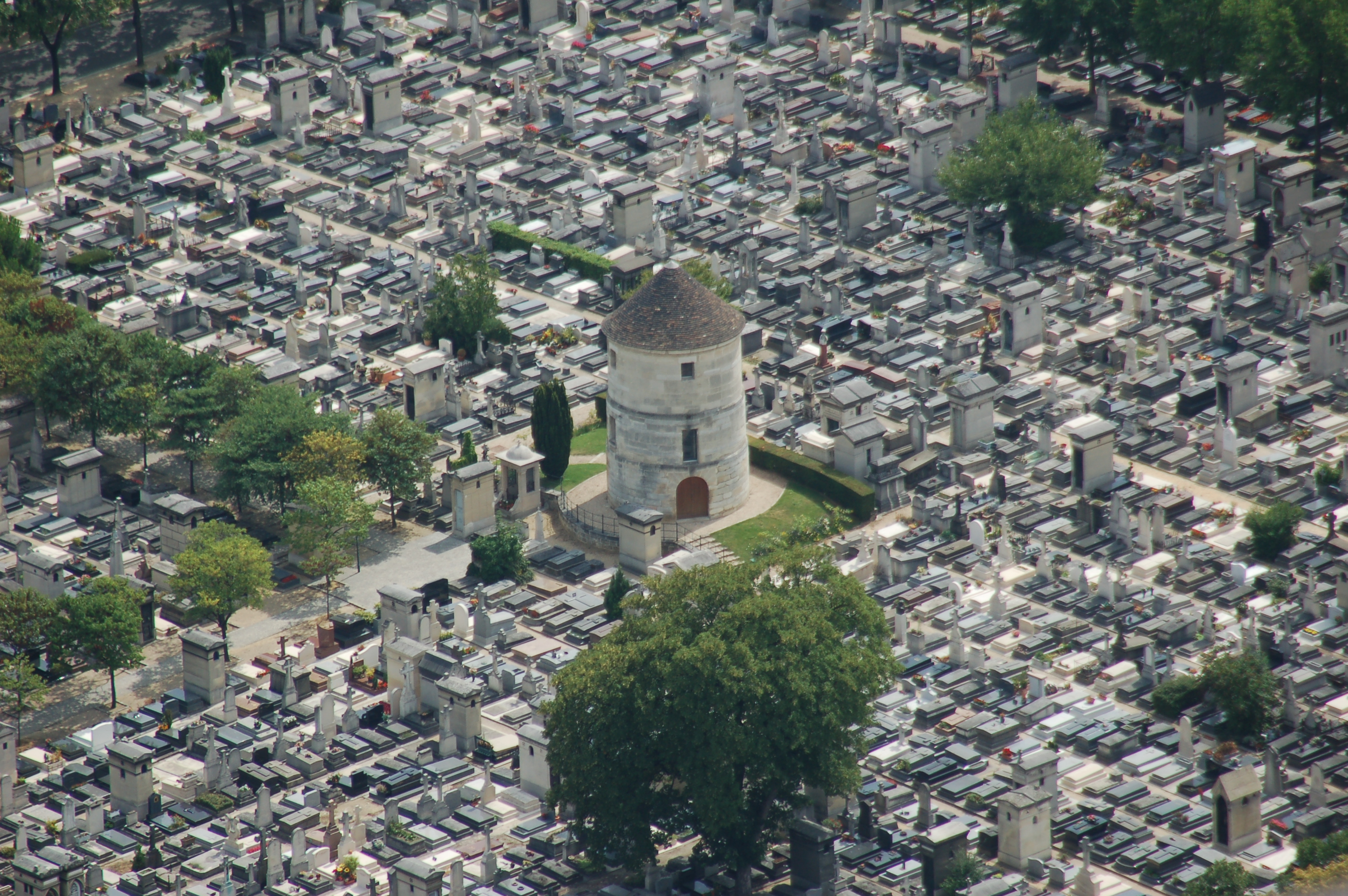
Il cimitero di Montparnasse

Il nome di questo quartiere fu dato da alcuni studenti che nel XVII secolo andarono a declamare dei versi su una collina formata da alcuni argini e fa riferimento al monte Parnaso, dimora delle Muse della mitologia greca. La collina è stata rasa al suolo nel XVIII secolo per disegnare il Boulevard du Montparnasse e dalla Rivoluzione francese, si stabilirono nel quartiere numerose sale da ballo e cabaret, tra cui il famoso Bal Bullier.
Il quartiere ha dato il nome a:
• Romi
- rue du Montparnasse
- barrière du Montparnasse
- boulevard du Montparnasse
- gare de Paris Montparnasse, dove partono i treni per la facciata ovest e per il sud-ovest della Francia, da Granville a Tolosa. La stazione si trova sotto un grosso giardino, il giardino Atlantique.
- cimitero di Montparnasse, dove riposano, tra gli altri, Charles Baudelaire, Jean-Paul Sartre, Simone de Beauvoir, Samuel Beckett, Guy de Maupassant, Sainte-Beuve e Serge Gainsbourg
- stazione della metropolitana di Parigi Montparnasse - Bienvenüe
- la tour Montparnasse (1969-1972), 210 m, 59 piani di uffici.

## Vita artistica

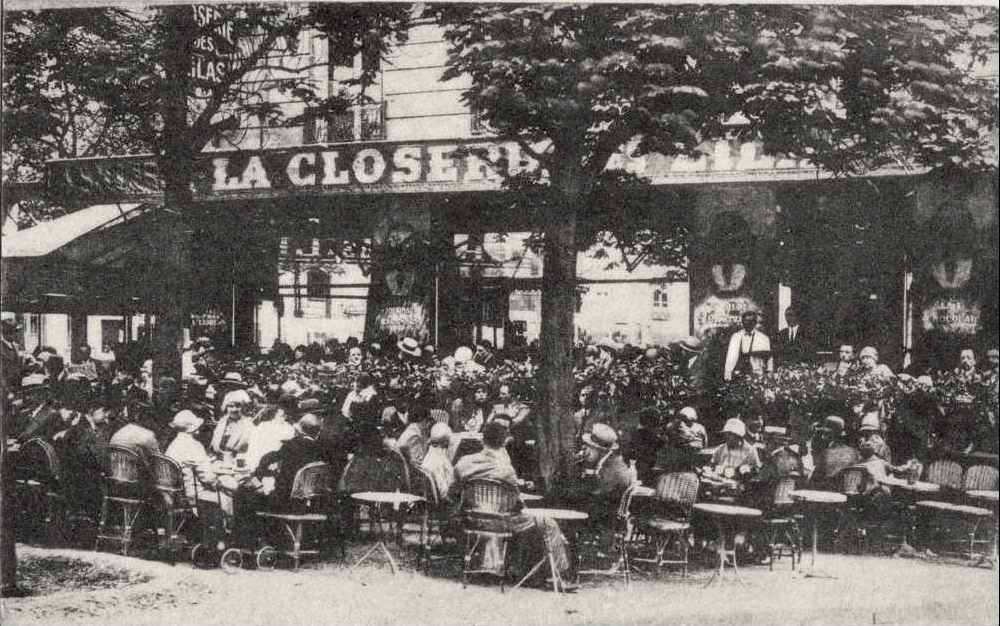
La Closerie des Lilas nel 1909

Il quartiere di Montparnasse è diventato famoso per la sua vita artistica e per avere ospitato famosi nomi dell'arte e della cultura in periodi ed epoche diverse, dagli impressionisti ai cubisti.
Pablo Picasso fu tra i primi a trasferirsi nel quartiere che ebbe il suo apogeo negli anni venti del XX secolo, definiti gli "Anni folli". Quando Tsuguharu Foujita giunse dal Giappone nel 1913, incontrò Soutine, Modigliani, Pascin e Léger praticamente la stessa notte, e in qualche settimana divenne amico di Juan Gris, Pablo Picasso ed Henri Matisse.
Tra gli artisti che abitarono e frequentarono il quartiere vi furono:
Pablo Picasso, Guillaume Apollinaire, Henri Rousseau, Ossip Zadkine, Moïse Kisling, Marc Chagall, Nina Hamnett, Fernand Léger, Jacques Lipchitz, Max Jacob, Blaise Cendrars, Chaïm Soutine, Michel Kikoine, Ardengo Soffici, Amedeo Modigliani, Gino Severini, Ford Madox Ford, Eugène Atget, Marcel Duchamp, Constantin Brâncuși, Paul Fort, Juan Gris, Diego Rivera, Marie Vassilieff, Léon-Paul Fargue, René Iché, Alberto Giacometti, André Breton, Jules Pascin, Salvador Dalí, Jean-Paul Sartre, Simone de Beauvoir, Anais Nin, Django Reinhardt, Joan Miró, Vincent van Gogh con il fratello Theo, Renoir (che abitò con la numerosa famiglia ai piedi della Butte per vent'anni), e alla fine della sua vita Edgar Degas. Una nutrita comunità di scrittori e poeti statunitensi tra i quali spiccavano Ernest Hemingway, Francis Scott Fitzgerald, Ezra Pound, Henry Miller, e tanti altri. Il grande fotografo Man Ray creò il suo primo studio presso l'Hôtel des Écoles al numero 15 di rue Delambre, mentre il celeberrimo La Ruche, il falansterio per artisti poveri, si trovava, e si trova ancora, a Vaugirard, ai confini di Montparnasse. Figura centrale degli "anni folli" fu Alice Prin detta Kiki, la reine de Montparnasse.
Erano presenti nel quartiere diversi locali e caffè, punti di ritrovo per artisti e intellettuali come: Le Dôme, la Closerie des Lilas, La Rotonde, Le Sélect, La Coupole e Le Bœuf sur le Toit.
A poca distanza dalla stazione ferroviaria del quartiere si trova la moderna chiesa di Notre-Dame-de-l'Arche-d'Alliance.
È presente una sede dell'università Novancia.